# 横浜市認定歴史的建造物

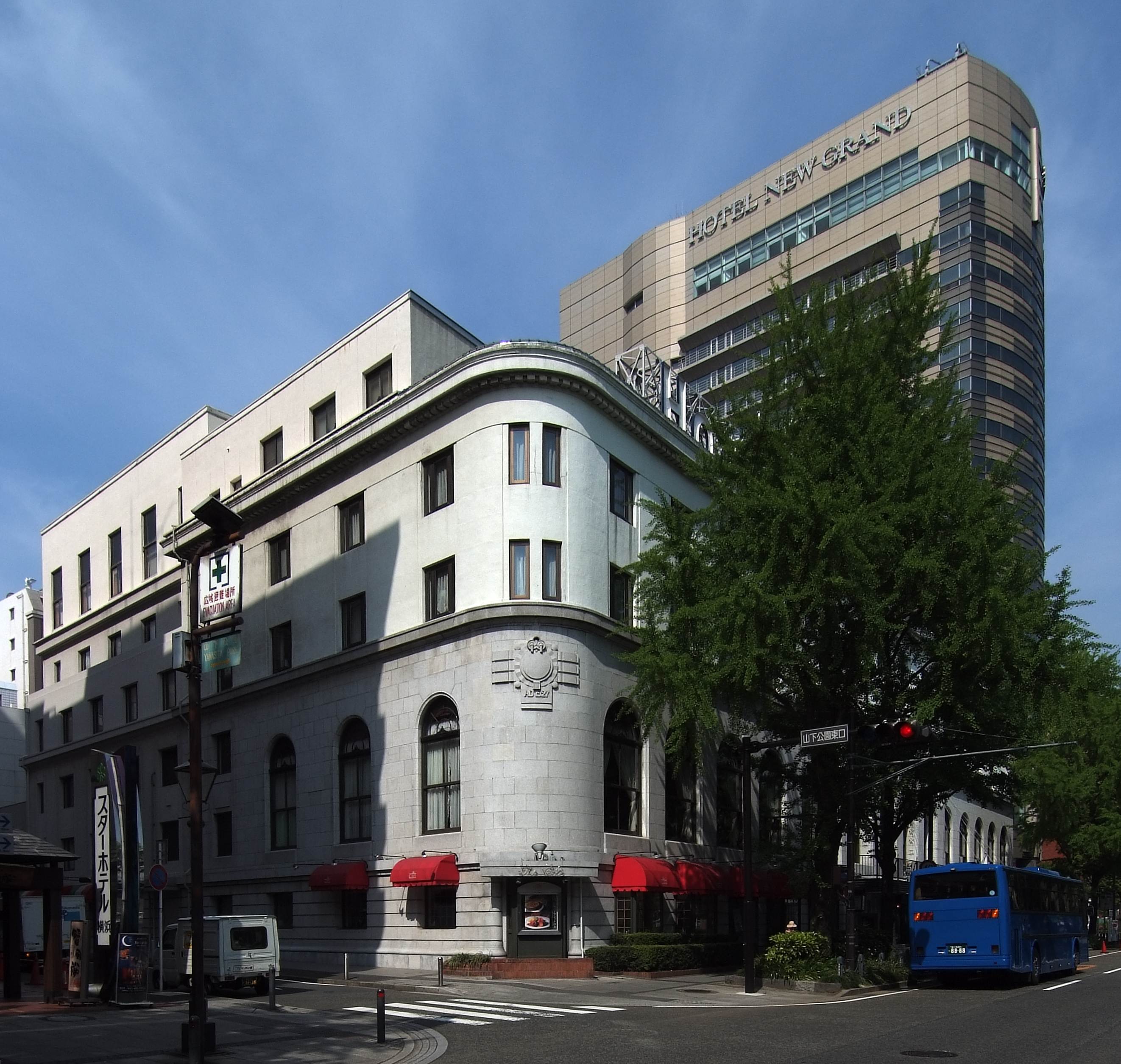
ホテルニューグランド本館（中区）

横浜市認定歴史的建造物（よこはましにんていれきしてきけんぞうぶつ）は、神奈川県横浜市都市整備局都市デザイン室が「横浜らしい景観を創り出している歴史的な建物」として認定した市内各所の建造物である。

## 概要
都市の魅力を高める貴重な資源としてまちづくりに積極的に生かすため、横浜市都市整備局都市デザイン室が1988年（昭和63年）度に「歴史を生かしたまちづくり要綱」を定めた。
歴史的建築物として保全すべき部位とその意匠・材料・色彩および活用方法等を「保全活用計画」としており、専門家による調査において特に価値があると判断されたもの、専門家および市民の意見を取り入れて歴史的景観の保全と活用の推進を図ることを目的に設置された「歴史的景観保全委員」の意見および所有者との協議によって、適切な保全活用計画が作成されたものに対して、認定が行われる。
景観上価値があると市が判断した建造物は横浜市登録歴史的建造物として「歴史的建造物登録台帳」に記載され、所有者に登録通知書が送付される。その中で、特に重要な価値のあるものは所有者との協議がもたれ、所有者の同意が得られたものは横浜市認定歴史的建造物となる。建物を使い続けながら景観を保つことが趣旨であり、内部の改変はある程度許容される。外観保全や耐震改修には市から助成が受けられるため、所有者から市に相談が持ちかけられるケースもある。

## 横浜市認定歴史的建造物の一覧
2025年8月時点で計106件の建造物が認定されている。特に脚注がない項目は、横浜市が発出した一覧を参照。表記は（）書きを含めて一覧にあわせ、それ以外の説明は〈〉で記す。
1. 旧川崎銀行横浜支店〈損保ジャパン日本興亜横浜馬車道ビル〉 - 1988年度認定
2. 横浜指路教会 - 1988年度認定
3. カトリック山手教会聖堂 - 1988年度認定
4. 横浜海岸教会 - 1989年度認定
5. 横浜山手聖公会 - 1989年度認定
6. 旧横浜船渠第2号ドック〈ドックヤードガーデン〉 - 1989年度認定
7. 旧澤野家長屋門 - 1990年度認定
8. 横浜第2合同庁舎〈旧横浜生糸検査所〉 - 1990年度認定
9. 旧藤本家住宅主屋及び東屋 - 1991年度認定
10. 石橋邸 - 1991年度認定
11. 関東学院中学校〈旧本館〉 - 1991年度認定
12. ホテルニューグランド本館 - 1992年度認定
13. 綜通横浜ビル（旧本町旭ビル） - 1993年度認定
14. 旧東伏見邦英伯爵別邸〈横浜プリンスホテル貴賓館〉 - 1993年度認定
15. 松原邸 - 1994年度認定
16. 宇田川邸 - 1994年度認定
17. BEATTY邸 - 1994年度認定
18. エリスマン邸 - 1994年度認定
19. ブラフ18番館 - 1994年度認定
20. 中澤高枝邸 - 1994年度認定
21. カトリック横浜司教館別館 - 1994年度認定
22. カトリック横浜司教館（旧相馬永胤邸） - 1995年度認定
23. 旧金子家住宅主屋 - 1995年度認定
24. 旧大岡家長屋門 - 1995年度認定
25. 旧安西家住宅主屋 - 1995年度認定
26. 旧円通寺客殿（旧木村家住宅主屋） - 1996年度認定
27. 新川家住宅主屋 - 1996年度認定
28. 旧臨港線護岸 - 1996年度認定
29. 港一号橋梁 - 1996年度認定
30. 港二号橋梁 - 1996年度認定
31. 港三号橋梁（旧大岡川橋梁） - 1996年度認定
32. 長浜ホール（1.横浜検疫所長浜措置場旧細菌検査室、2.旧事務棟） - 1997年度認定
33. 旧清水製糸場本館（天王森泉館） - 1997年度認定
34. 横浜情報文化センター（旧横浜商工奨励館） - 1998年度認定
35. 横浜地方・簡易裁判所 - 1998年度認定
36. 岡田邸 - 1998年度認定
37. 山手資料館 - 1999年度認定
38. 山手234番館 - 1999年度認定
39. 東隧道 - 2000年度認定
40. 大原隧道 - 2000年度認定
41. 浦舟水道橋 - 2000年度認定
42. せせらぎ公園古民家（旧内野家住宅主屋） - 2000年度認定
43. 馬車道大津ビル（旧東京海上火災保険ビル） - 2000年度認定
44. 旧横浜市外電話局〈横浜都市発展記念館、横浜ユーラシア文化館〉 - 2000年度認定
45. 横浜税関本関庁舎〈クイーンの塔〉 - 2000年度認定
46. 旧英国7番館（戸田平和記念館） - 2000年度認定
47. ベーリック・ホール - 2001年度認定
48. 山手76番館 - 2001年度認定
49. 中丸家長屋門 - 2001年度認定
50. 響橋 - 2001年度認定
51. 昇龍橋 - 2001年度認定
52. 山手隧道 - 2001年度認定
53. 赤レンガ倉庫〈新港埠頭保税倉庫〉 - 2001年度認定
54. 日産自動車株式会社横浜工場1号館（旧本社ビル） - 2002年度認定
55. 旧奥津家長屋門並びに土蔵 - 2002年度認定
56. 新港橋梁 - 2002年度認定
57. 旧東京三菱銀行横浜中央支店 - 2003年度認定
58. 旧富士銀行横浜支店（元安田銀行横浜支店） - 2003年度認定
59. 旧横浜銀行本店別館（元第一銀行横浜支店） - 2003年度認定
60. 伊東医院 - 2003年度認定
61. 旧ウィトリッヒ邸 - 2003年度認定
62. 旧居留地消防隊地下貯水槽 - 2003年度認定
63. 打越橋 - 2003年度認定
64. 旧横浜松坂屋西館〈旧松屋横浜支店[9]〉 - 2004年度認定
65. 桜道橋 - 2004年度認定
66. 霞橋 - 2004年度認定
67. インド水塔 - 2005年度認定
68. 谷戸橋 - 2005年度認定
69. 西之橋 - 2005年度認定
70. 旧バーナード邸 - 2006年度認定
71. 山手89-8番館 - 2006年度認定
72. 旧平沼専蔵別邸亀甲積擁壁及び煉瓦塀〈野毛山住宅〉 - 2006年度認定
73. 二代目横浜駅基礎等遺構〈第二代横浜駅駅舎基礎遺構および横浜共同電燈会社裏高島発電所遺構〉 - 2006年度認定
74. フェリス女学院10号館（旧ライジングサン石油会社社宅） - 2007年度認定
75. ストロングビル - 2007年度認定
76. 旧灯台寮護岸 - 2008年度認定
77. 横浜税関遺構：鉄軌道及び転車台〈象の鼻パーク内〉 - 2009年度認定[10]
78. インペリアルビル - 2010年度認定
79. 慶應義塾大学（日吉）寄宿舎（南寮及び浴場棟） - 2011年度認定
80. 井伊直弼像台座及び水泉〈掃部山公園内〉 - 2011年度認定
81. フェリス女学院6号館別館 - 2012年度認定
82. 河合邸 - 2012年度認定
83. 旧神奈川県産業組合館 - 2012年度認定
84. 旧神奈川労働基準局（元日本綿花横浜支店倉庫） - 2013年度認定
85. 山手26番館 - 2013年度認定
86. 霞橋（旧江ヶ崎跨線橋） - 2013年度認定
87. 旧横浜生糸検査所附属生糸絹物専用B号倉庫及びC号倉庫〈旧帝蚕倉庫〉 - 2013年度認定[5]
88. 鈴木家長屋門 - 2014年度認定
89. 田邊家住宅（日吉の森庭園美術館） - 2015年度認定
90. 俣野別邸 - 2016年度認定
91. 旧市原重治郎邸 - 2017年度認定
92. 中山恒三郎家店蔵及び書院 - 2017年度認定
93. 井土ケ谷上町第一町内会館（旧井土ケ谷見番） - 2018年度認定
94. 吉野橋 - 2018年度認定
95. 旧横浜外防波堤北灯台及び南灯台 - 2019年度認定
96. 山手133番館 - 2020年度認定
97. 長者橋 - 2021年度認定
98. 杉沢堰 - 2022年度認定
99. 山手133番ブラフ積擁壁 - 2022年度認定
100. 山手237番館 - 2023年度認定
101. 池谷家住宅主屋 - 2023年度認定
102. 山手69-6番館 - 2023年度認定
103. 山手267番館（Bielous邸） - 2023年度認定
104. 旧根岸競馬場一等馬見所 - 2024年度認定[11]
105. 横浜郵船ビル - 2025年度認定[12]
106. 旧横浜市庁舎行政棟 - 2025年度認定[13]

## ギャラリー

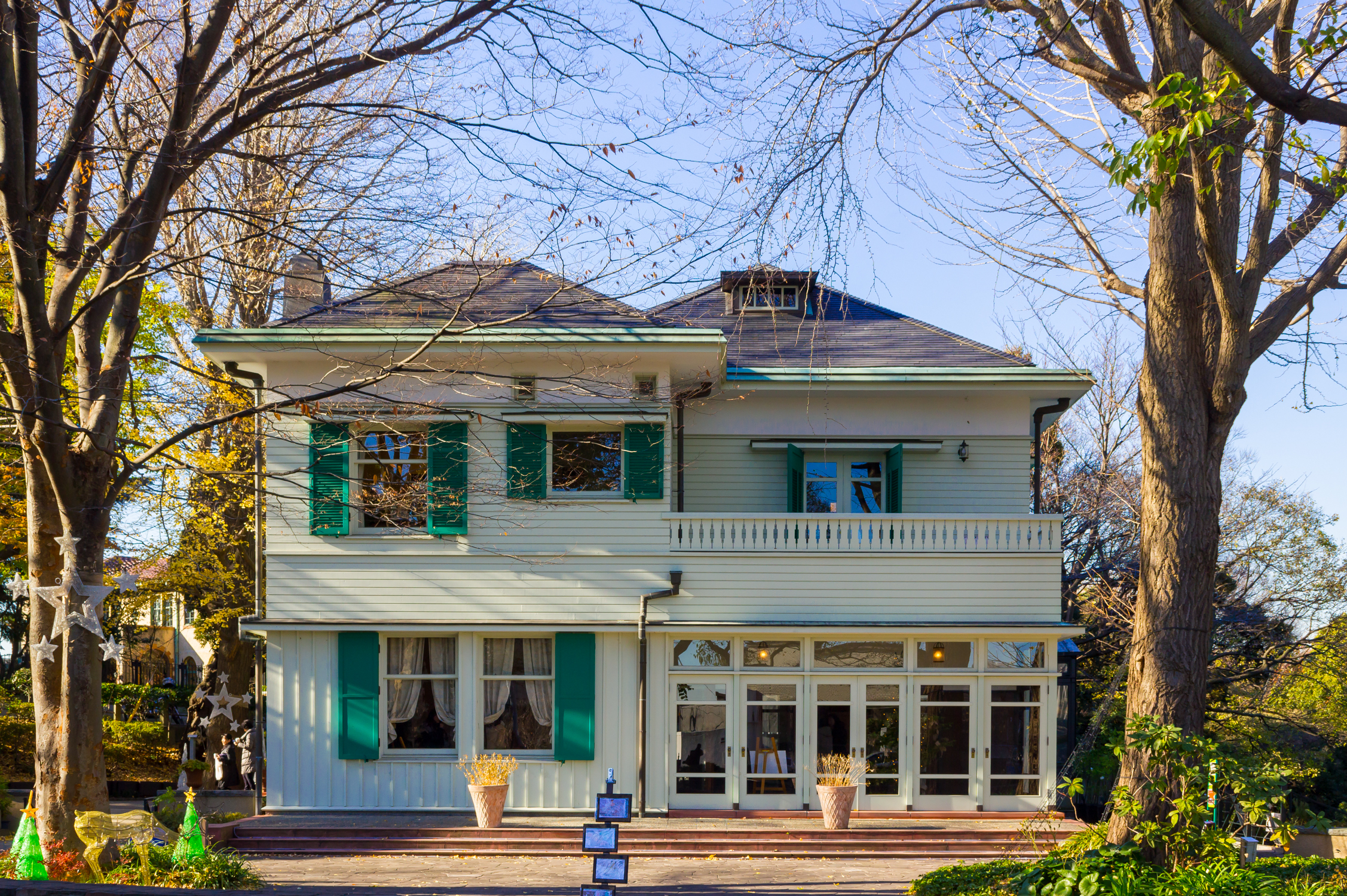
18.エリスマン邸（中区）
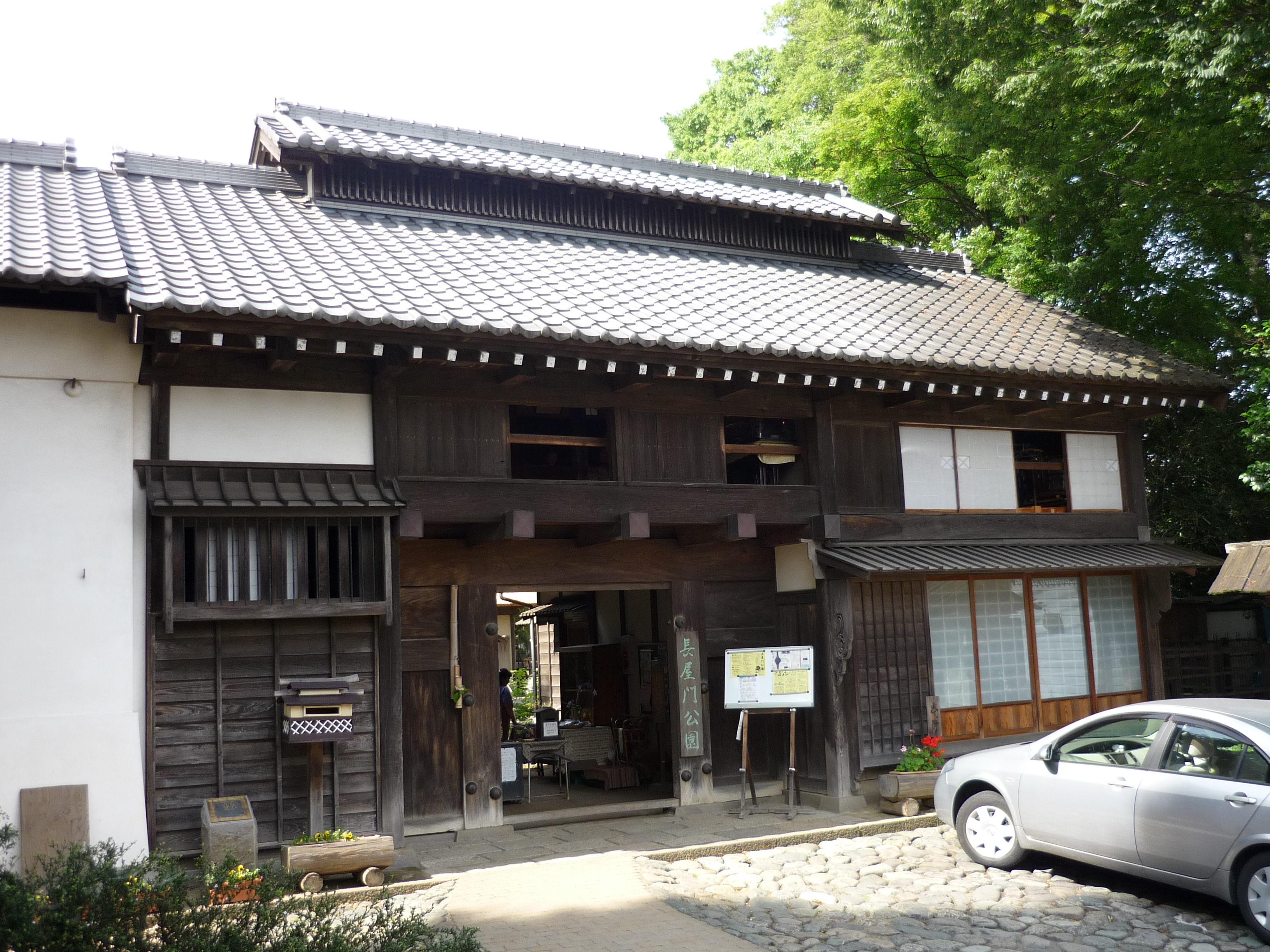
24.旧大岡家長屋門（瀬谷区）
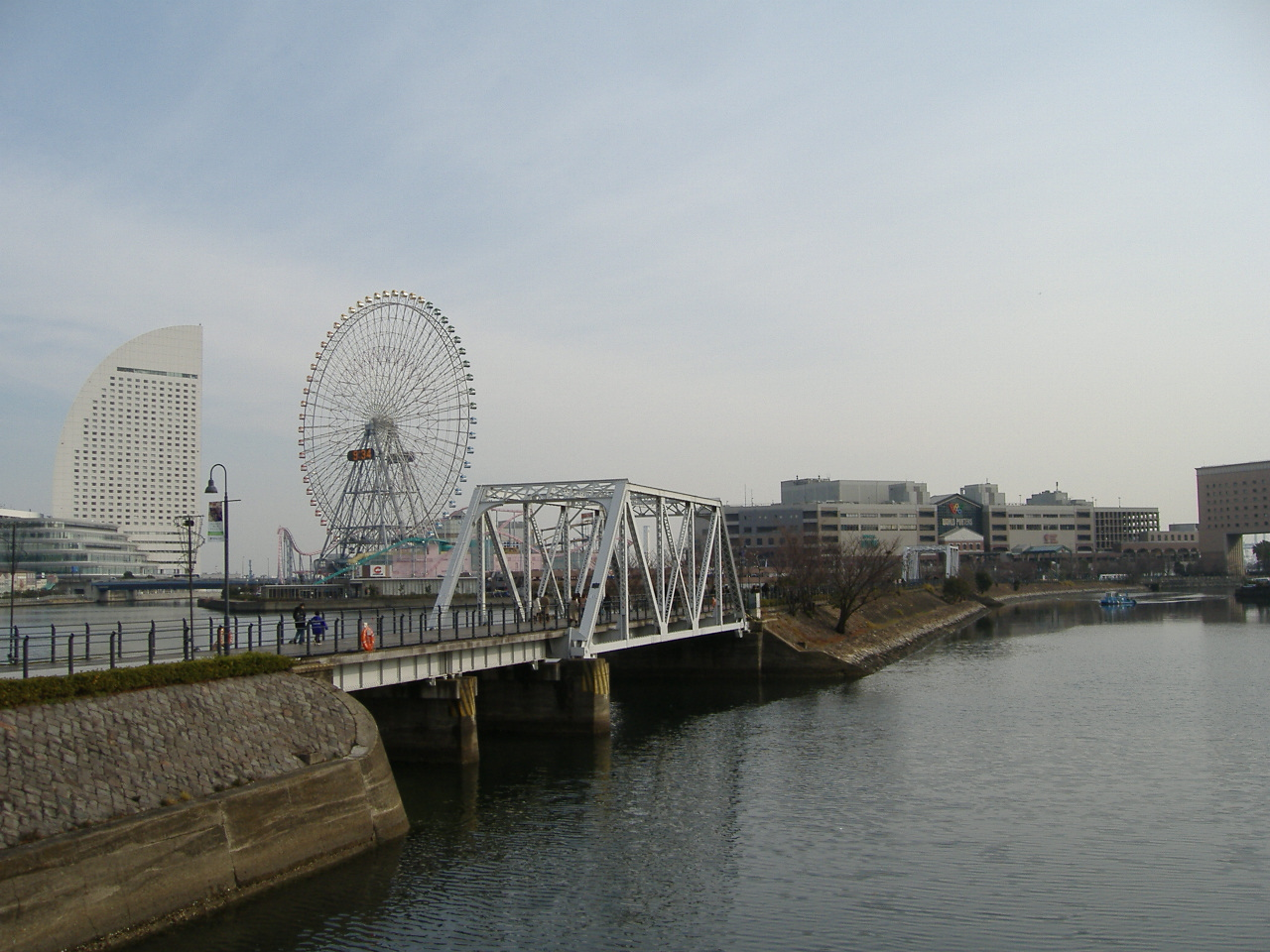
28.旧臨港線護岸と30.港一号橋梁（西区、中区）、現在では汽車道として整備されている。
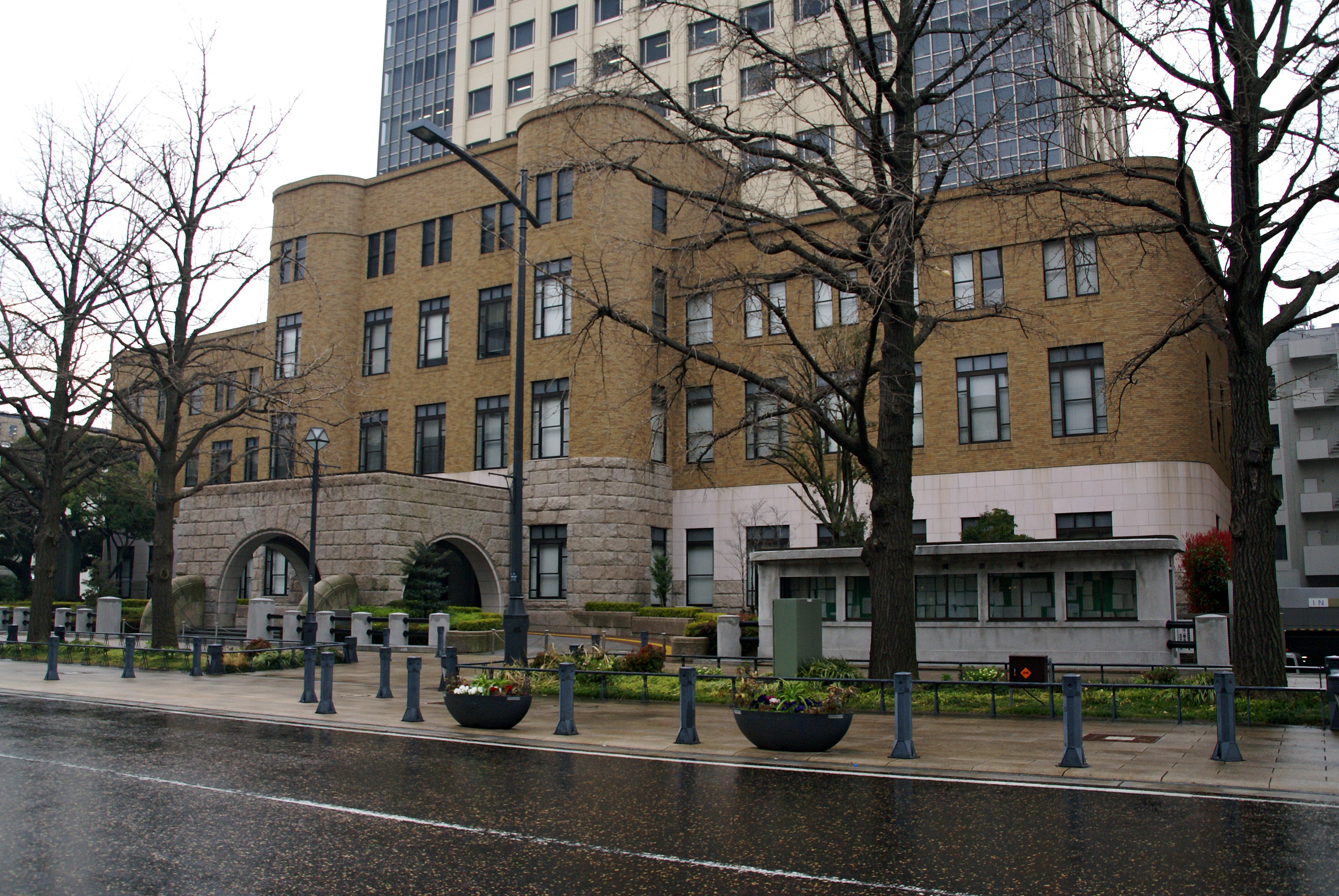
35.横浜地方・簡易裁判所（中区）
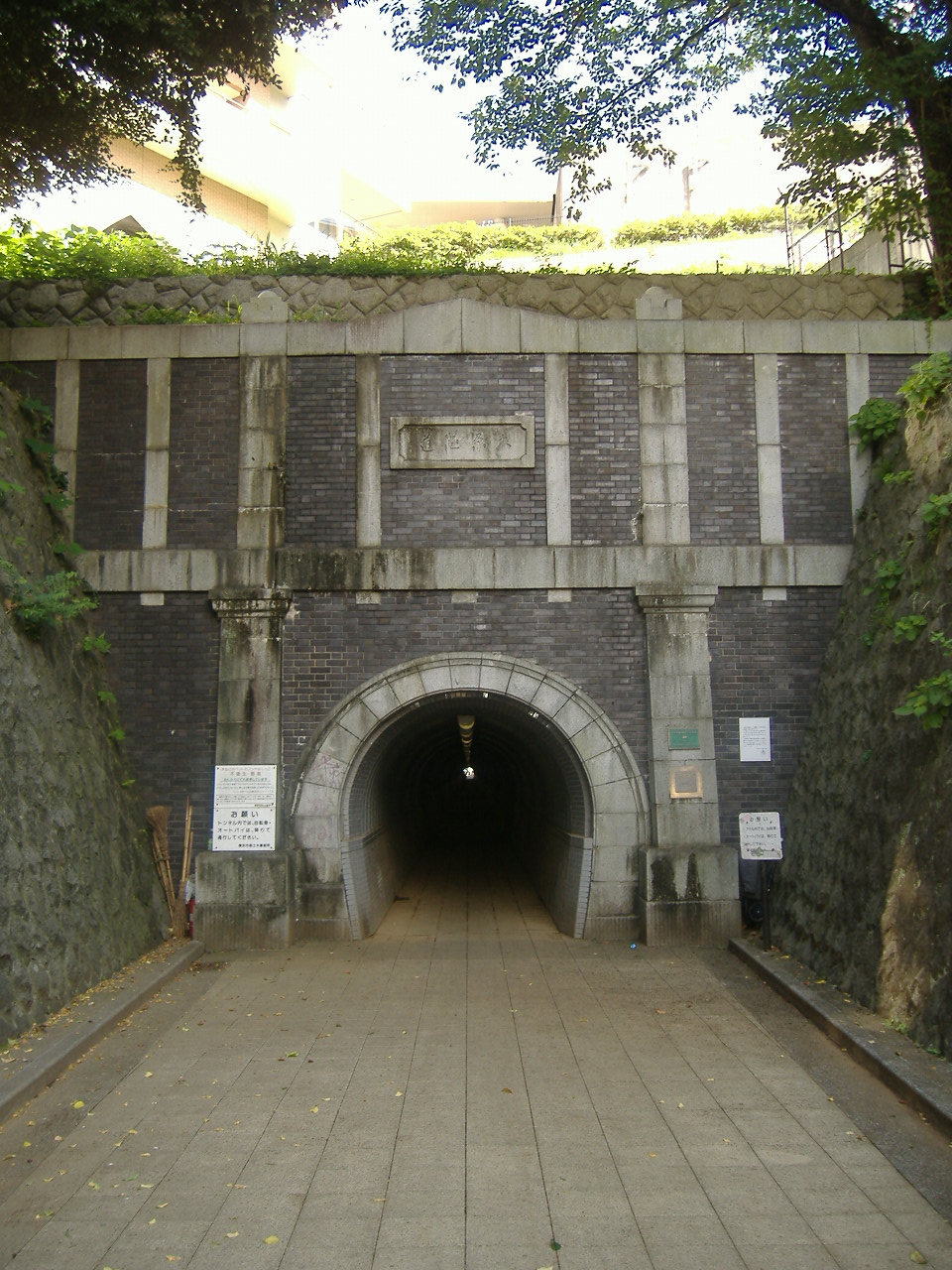
40.大原隧道（南区）
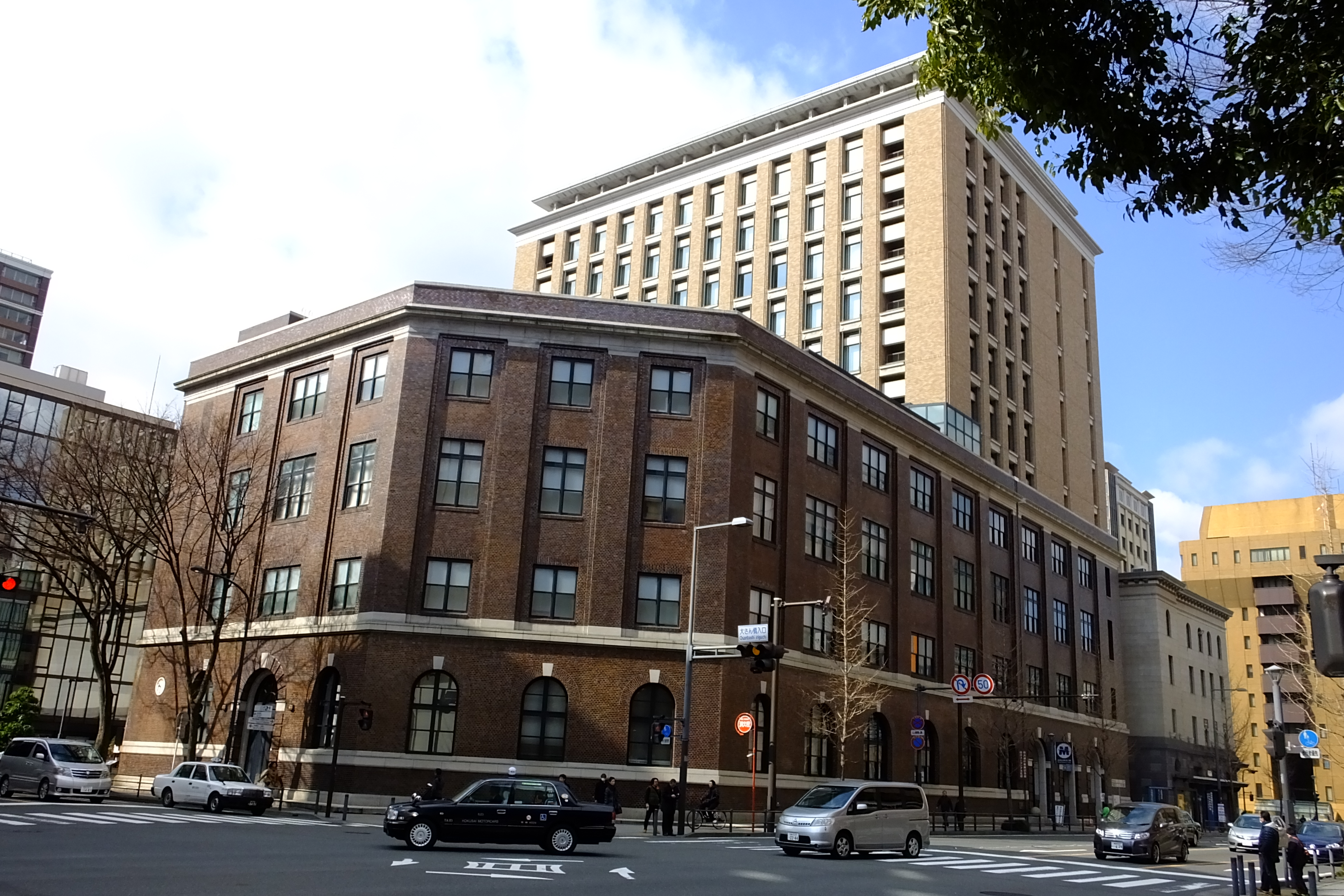
44.旧横浜市外電話局（現横浜都市発展記念館および横浜ユーラシア文化館・中区）
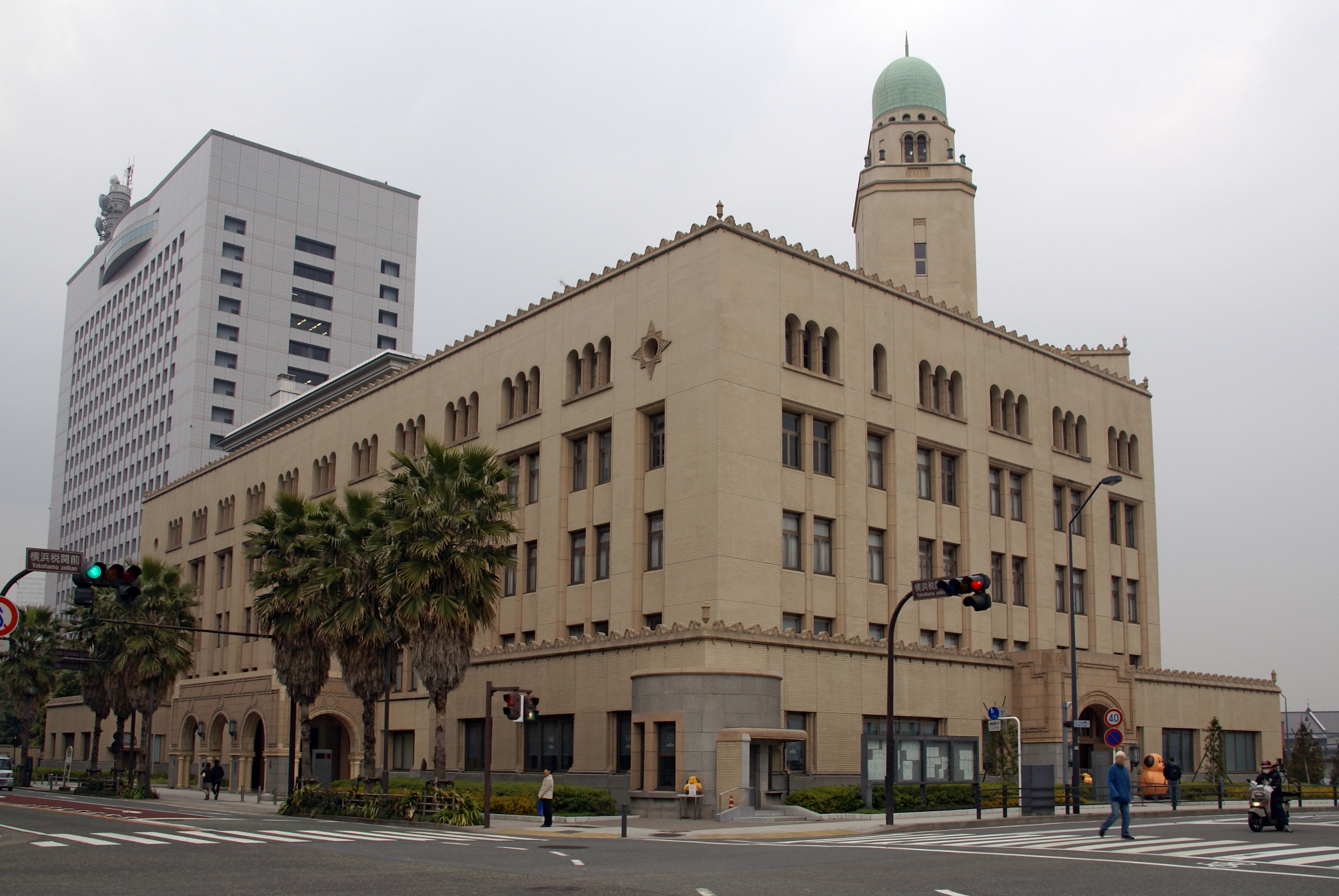
45.横浜税関本関庁舎（中区）
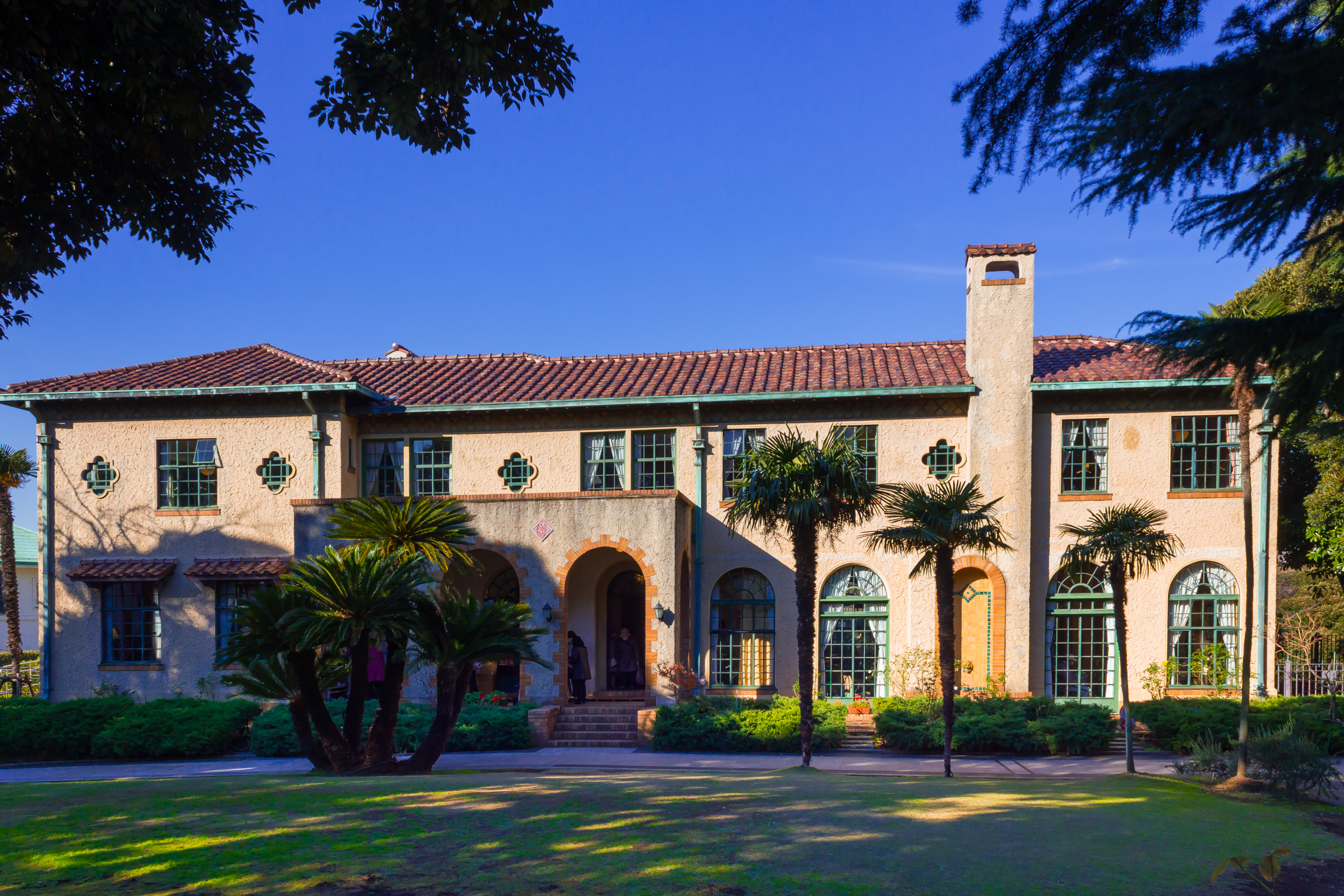
47.ベーリックホール（中区）
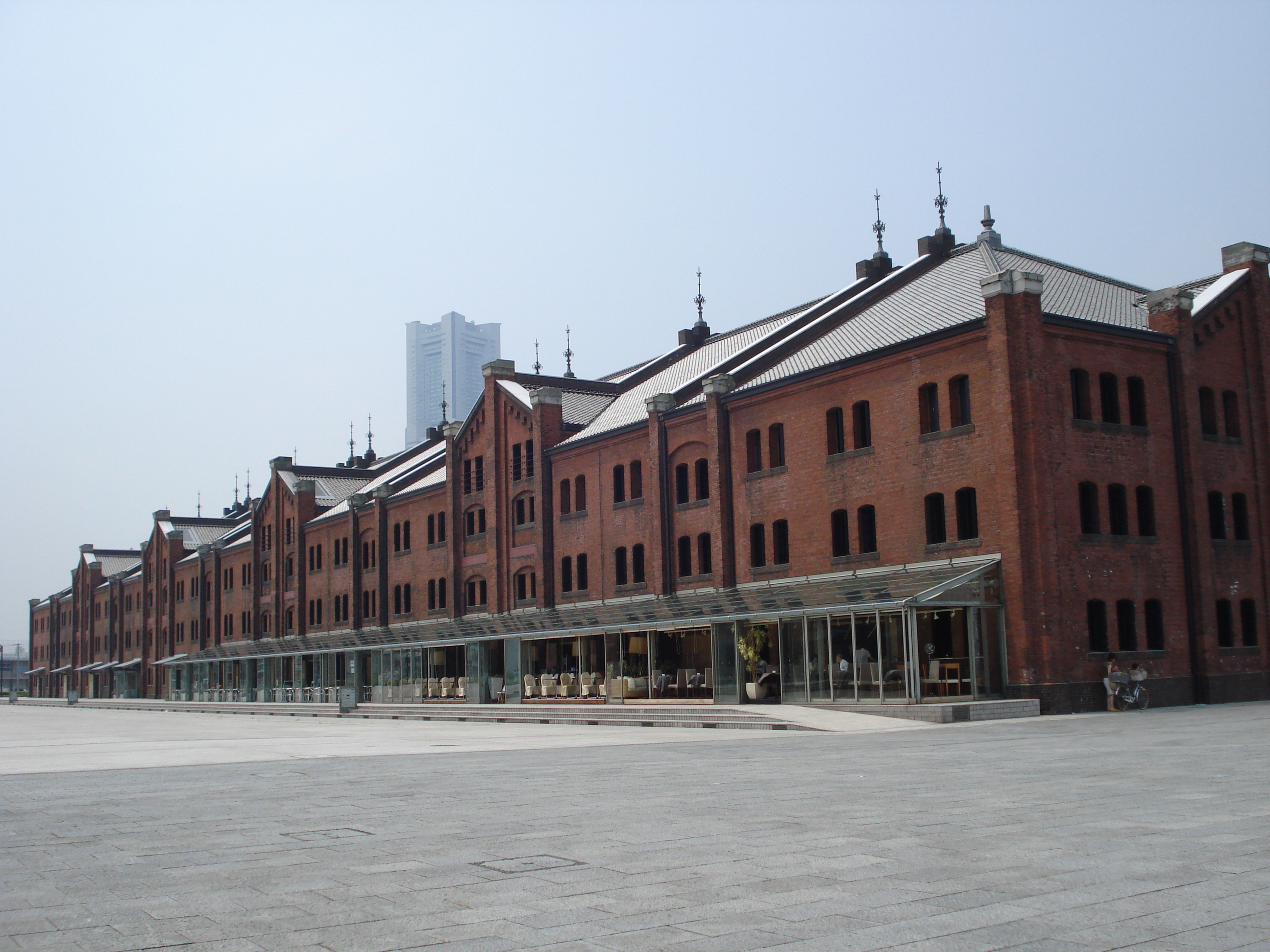
53.赤レンガ倉庫（新港埠頭保税倉庫・中区）
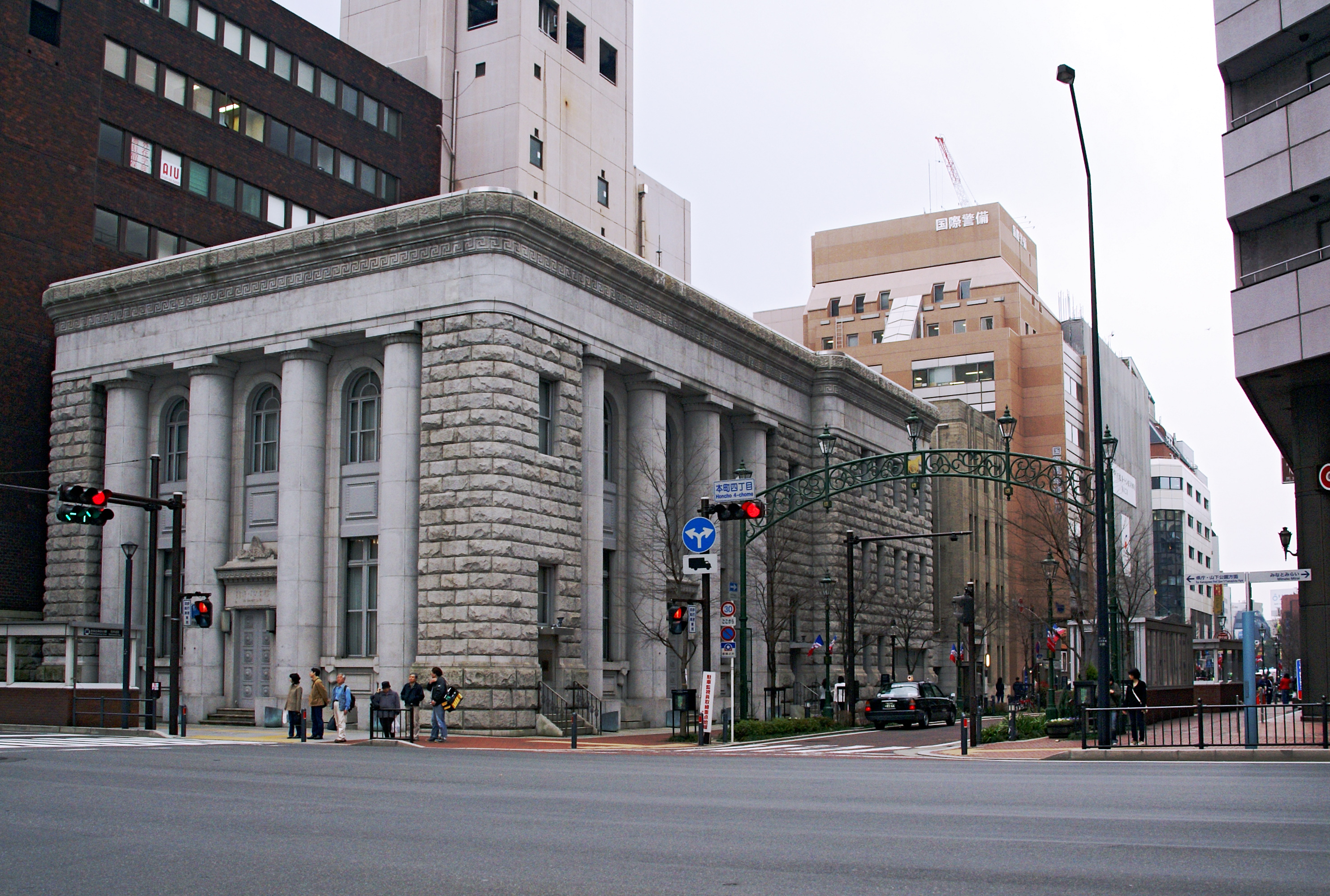
58.旧富士銀行横浜支店（中区）
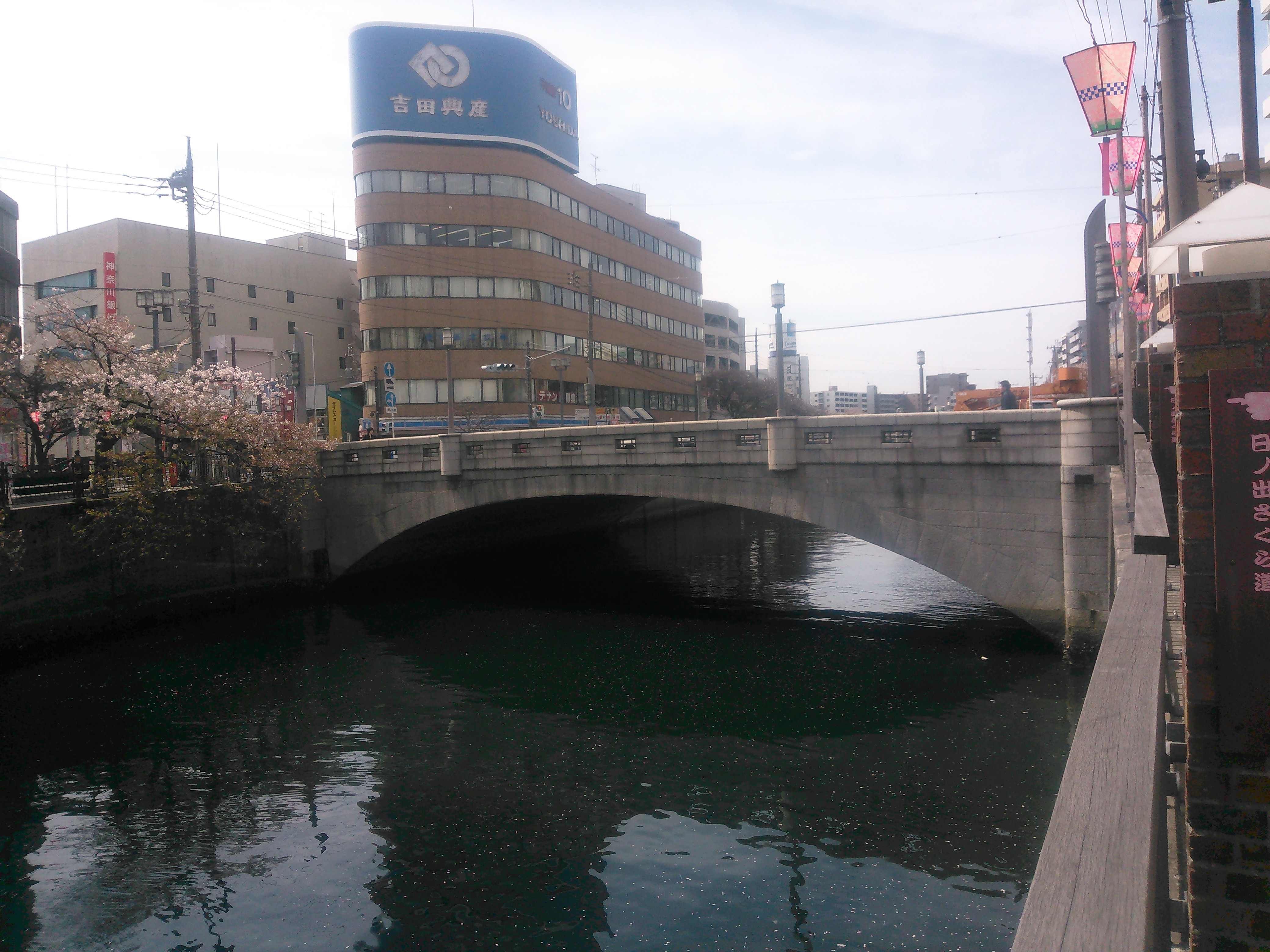
97.長者橋（中区）
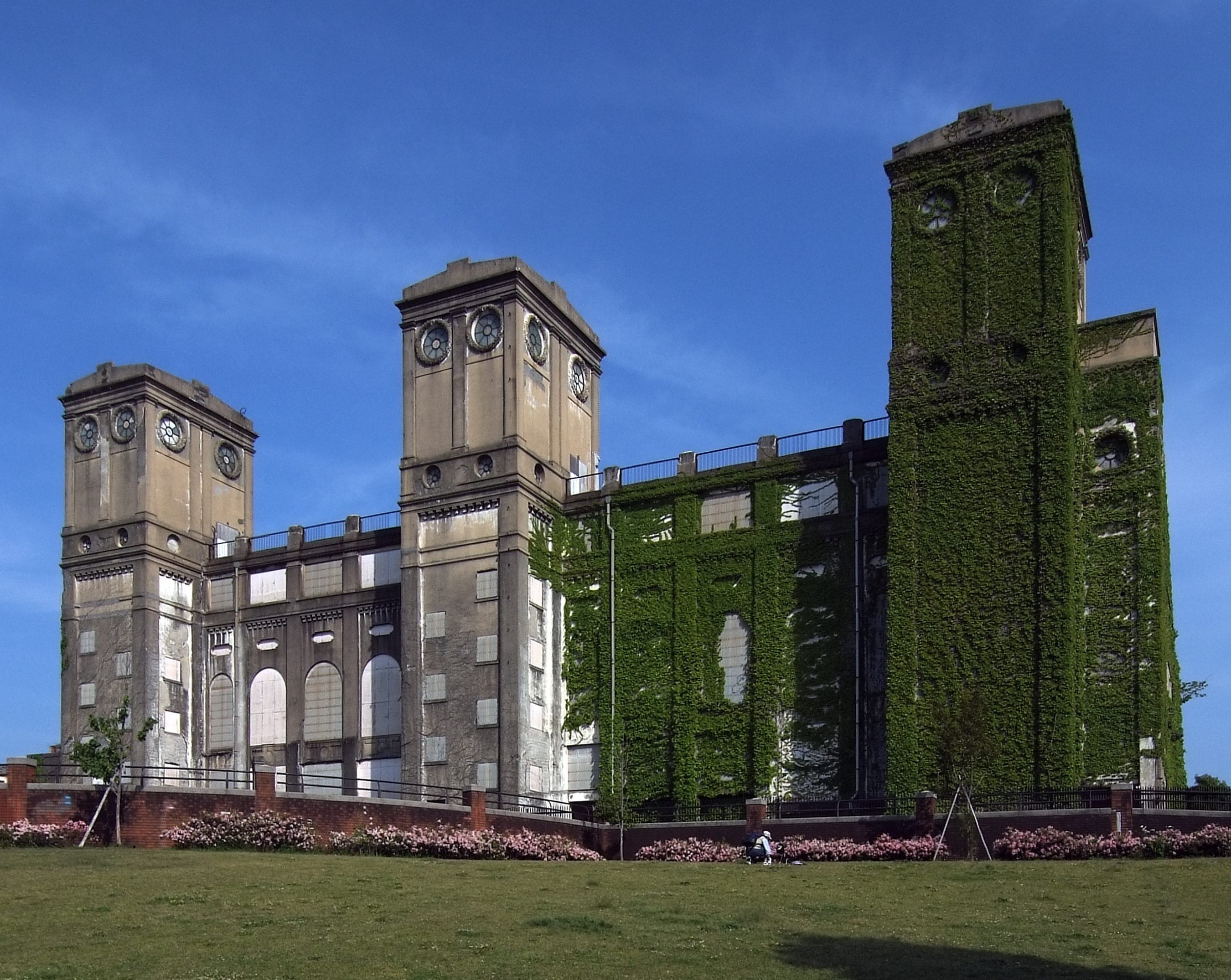
104.旧根岸競馬場一等馬見所（中区）
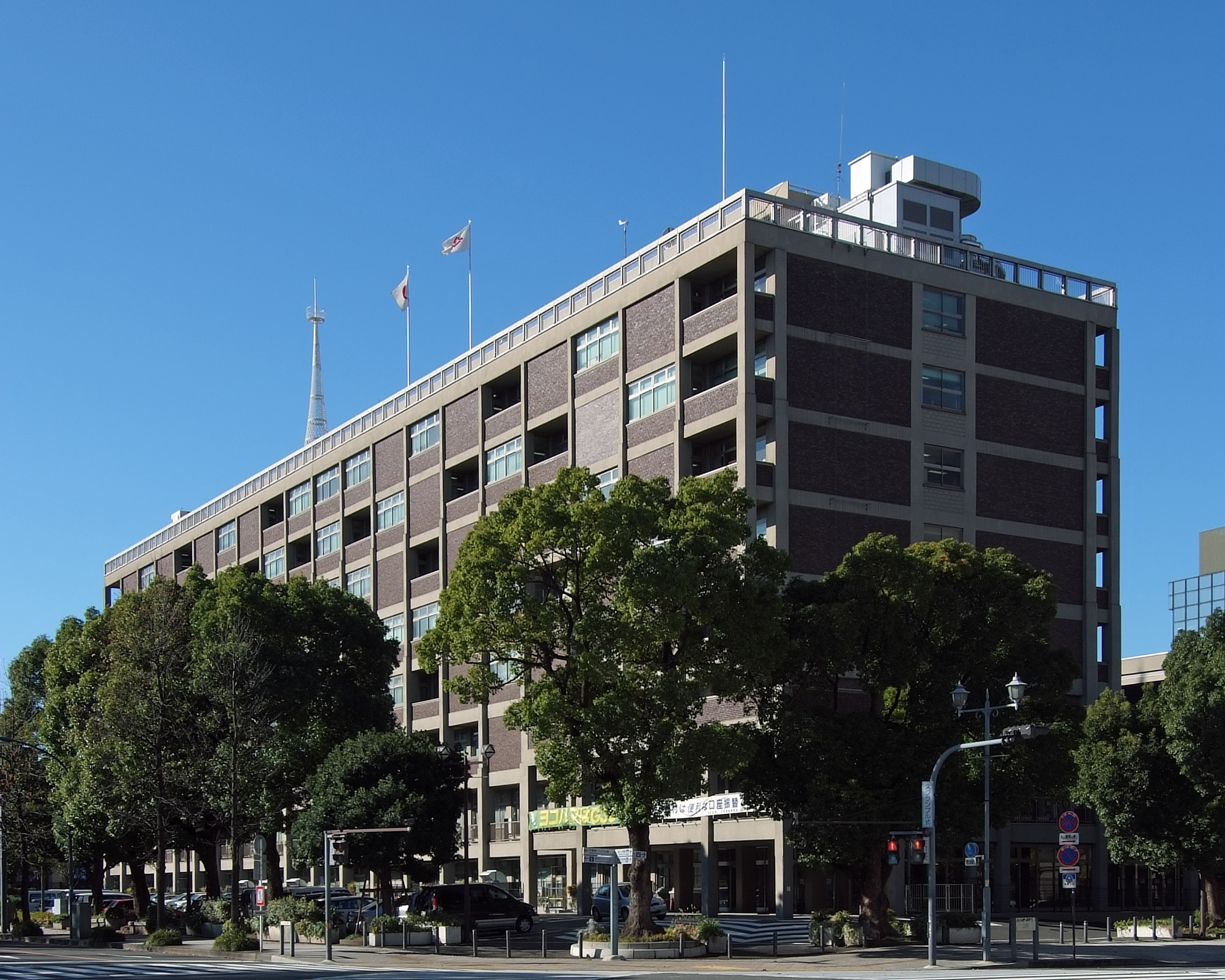
106.旧横浜市庁舎行政棟（中区）

## 過去に認定されていた建造物

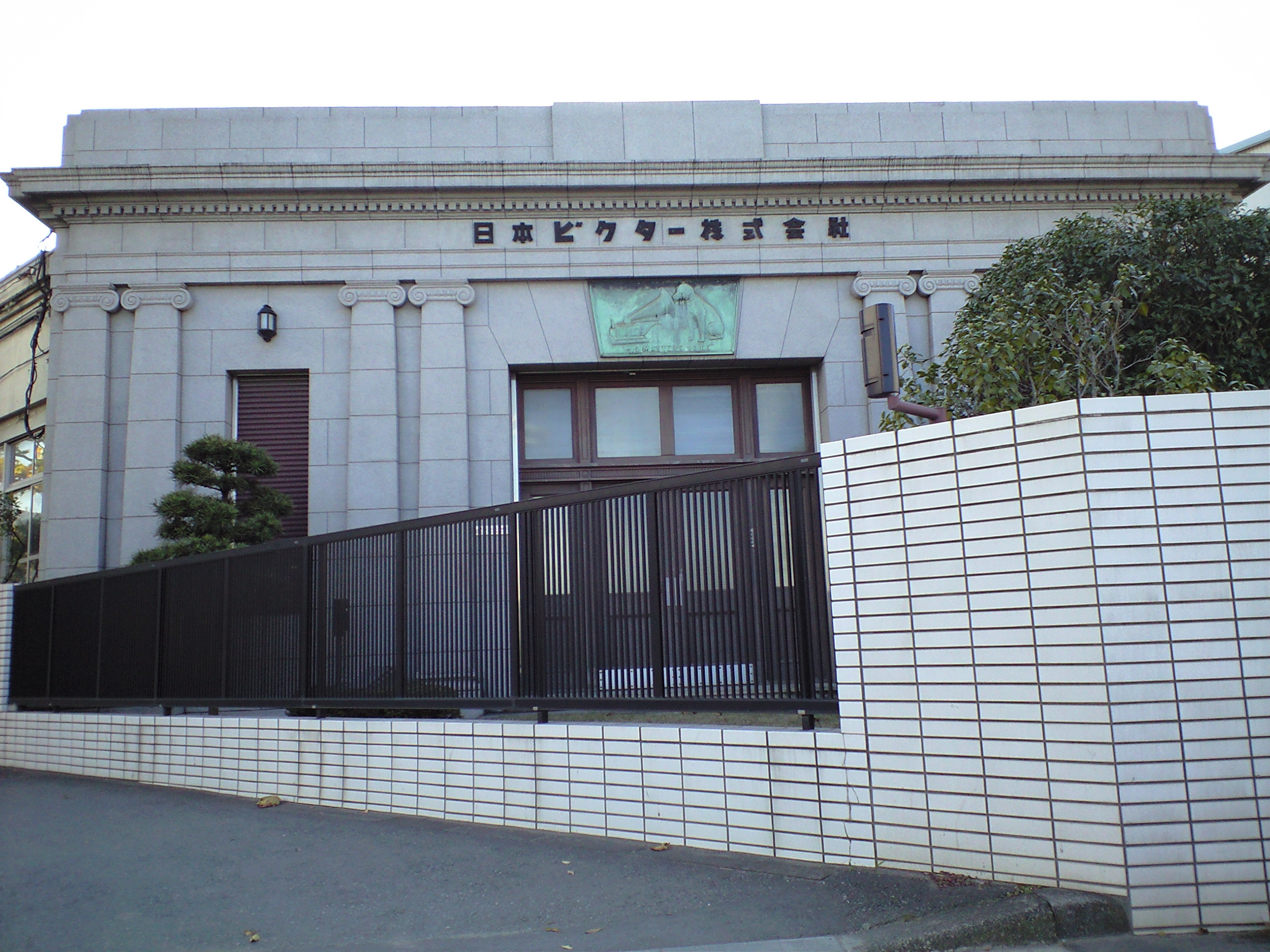
日本ビクター第一工場ファサード（神奈川区）

1. 横浜松坂屋（旧野澤屋） - 2024年度認定/再開発計画に伴う解体により、2010年3月15日認定解除[14][15]
2. 日本ビクター第一工場ファサード - 1999年度認定/工場売却に伴う解体により、2010年12月20日に認定解除[14][15][16]
3. 旧新井家住宅主屋（八巻家） - 2000年度認定/建物の解体により、2018年4月24日認定解除[14][15]
4. 岩田健夫邸 - 1989年度認定/移築復元工事に伴う解体により[17]、2023年度認定解除